# 馬蘭斯

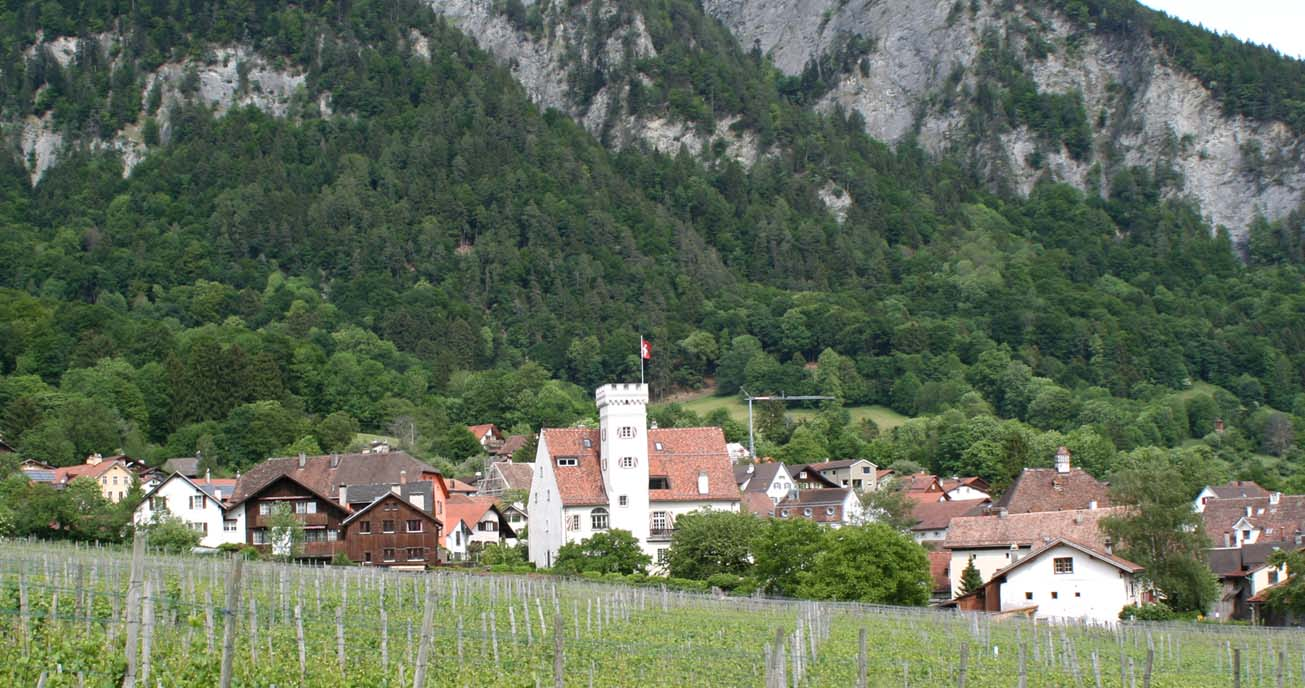

馬蘭斯是瑞士的城鎮，位於該國東部，由格勞賓登州負責管轄，面積11.4平方公里，海拔高度568米，2011年人口2,224，六成居民信奉基督教，人口密度每平方公里195人。

## 外部連結
- Official Web site （页面存档备份，存于）